# Scheibenbäuche
Die Scheibenbäuche (Liparidae) sind eine Fischfamilie aus der Gruppe der Groppenverwandten (Cottales) in der Ordnung der Barschartigen (Perciformes).

## Verbreitung
Die 29 Gattungen und über 400 Arten der Familie leben in gemäßigten, kalten und arktischen Bereichen von Atlantik und Pazifik sowie in Gezeitentümpeln und Tiefseegräben. Etwa 200 Arten der Scheibenbäuche leben in den Ozeanen der südlichen Hemisphäre, ca. 150 davon in der subantarktischen und antarktischen Zone. Sie stellen dort fast ein Drittel der Fischarten. Die einzigen Arten der Familie in der Nordsee sind der Spitzschwänzige Scheibenbauch, der Große Scheibenbauch (Liparis liparis) und der Kleine Scheibenbauch (Liparis montagui). Scheibenbäuche kommen von der Gezeitenzone bis in Tiefseegräben vor; damit haben sie von allen Fischfamilien die größte Tiefenverbreitung. Im Hadal, in Tiefen von 6000 bis 8150 Metern, sind sie die dominierende Fischfamilie.

## Merkmale
Die Bauchflossen sind bei ihnen zu einer Saugscheibe umgebildet. Rücken- und Afterflosse bilden lange Säume. Die Haut ist schuppenlos und schleimig, im Englischen nennt man die Tiere „snailfish“ (Schneckenfisch). Die meisten Scheibenbäuche sind sehr kleine Fische und ähneln damit in Form und Schwimmbewegungen einer großen Kaulquappe. Viele Arten erreichen gerade mal eine Länge von vier Zentimetern, die größte Art wird 70 Zentimeter lang. Ihre Farbe ist meist gelbbraun oder rötlich, pelagische Arten sind oft transparent.
Flossenformel: Dorsale 28–82, Anale 24–76

## Lebensweise
Die Scheibenbäuche galten bisher als recht schlechte Schwimmer. Für die Tiefseeformen nahm man an, dass sie sich ähnlich wie die Blobfische (Psychrolutes marcidus und Psychrolutes phrictus aus der verwandten Familie Psychrolutidae) eher langsam fortbewegen, um Energie und Sauerstoff zu sparen. Neuere Forschungserkenntnisse scheinen den Ruf als langsame Fische jedoch zu widerlegen. Vielmehr sind die Tiere sehr aktiv und leben in Gruppen zusammen. Es gibt auch seit kurzem Filmaufnahmen eines japanischen Forschungsteams, die die Tiere direkt bei der Nahrungsaufnahme in knapp 8000 m Tiefe zeigen. Sie ernähren sich dort von Flohkrebsen. Auch einem britischen Forscherteam gelangen Filmaufnahmen von Scheibenbäuchen in einer Tiefe von ungefähr 7700 m.
Im August 2017 filmte ein Forscherteam die Scheibenbauchart Pseudoliparis swirei in 8178 Metern Tiefe im Marianengraben. Dies stellte den bis dahin tiefsten Fund eines lebenden Fisches überhaupt dar. Damit kommt das beobachtete Exemplar der vermuteten maximalen für Fische erreichbaren Überlebenstiefe von 8200 m sehr nahe. Diese wird nach heutiger Erkenntnis vermutlich bedingt durch die zunehmende Konzentration von Trimethylamin-N-oxid zur Stabilisierung der Proteine, die bei einer Tiefe von 8200 m in den Zellen die Osmolalität von Meerwasser erreicht und bei höheren Konzentrationen ohne weitere Gegenmaßnahmen zu einem osmotischen Einströmen von Meerwasser in die Zellen führen würde. Im September 2022 wurde von einem weiteren Team ein nicht näher bestimmter Jungfisch der Gattung im Boningraben in 8336 m Meerestiefe gefilmt. Möglich ist dies, da Osmolalität ebenfalls von der Wassertemperatur abhängt, die an dieser Stelle um Bruchteile eines Grades über der im Marianengraben liegt.

## Systematik
Die Scheibenbäuche gehören zur Teilordnung der Groppenverwandten (Cottales), sind die Schwestergruppe der Seehasen (Cyclopteridae) und werden mit ihnen in der Überfamilie Cyclopteroidea vereint.

## Gattungen und Arten
- Acantholiparis Gilbert & Burke, 1912
  - Acantholiparis caecus
  - Acantholiparis opercularis
- Aetheliparis Stein, 2012

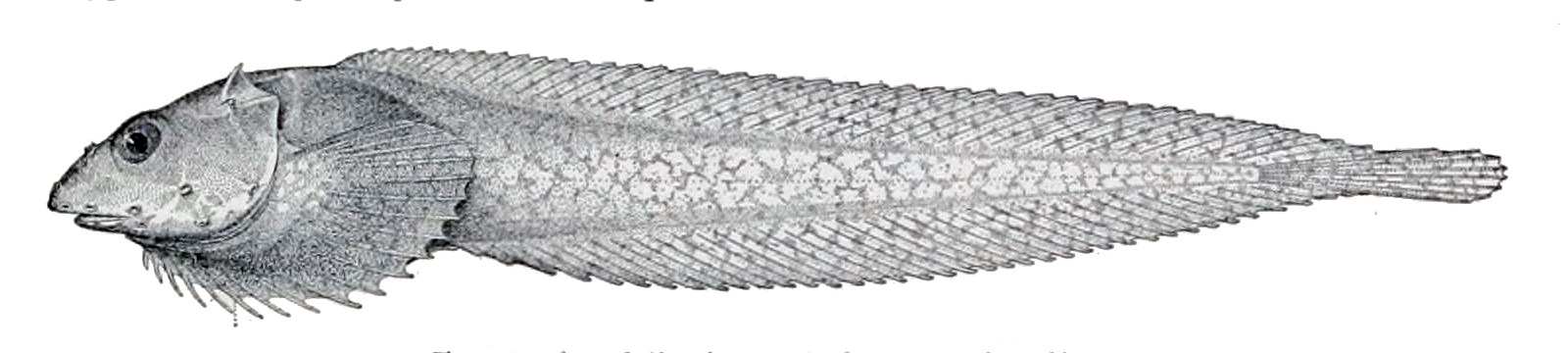
Acantholiparis opercularis

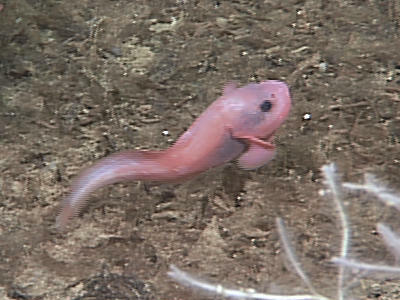
Careproctus ovigerum

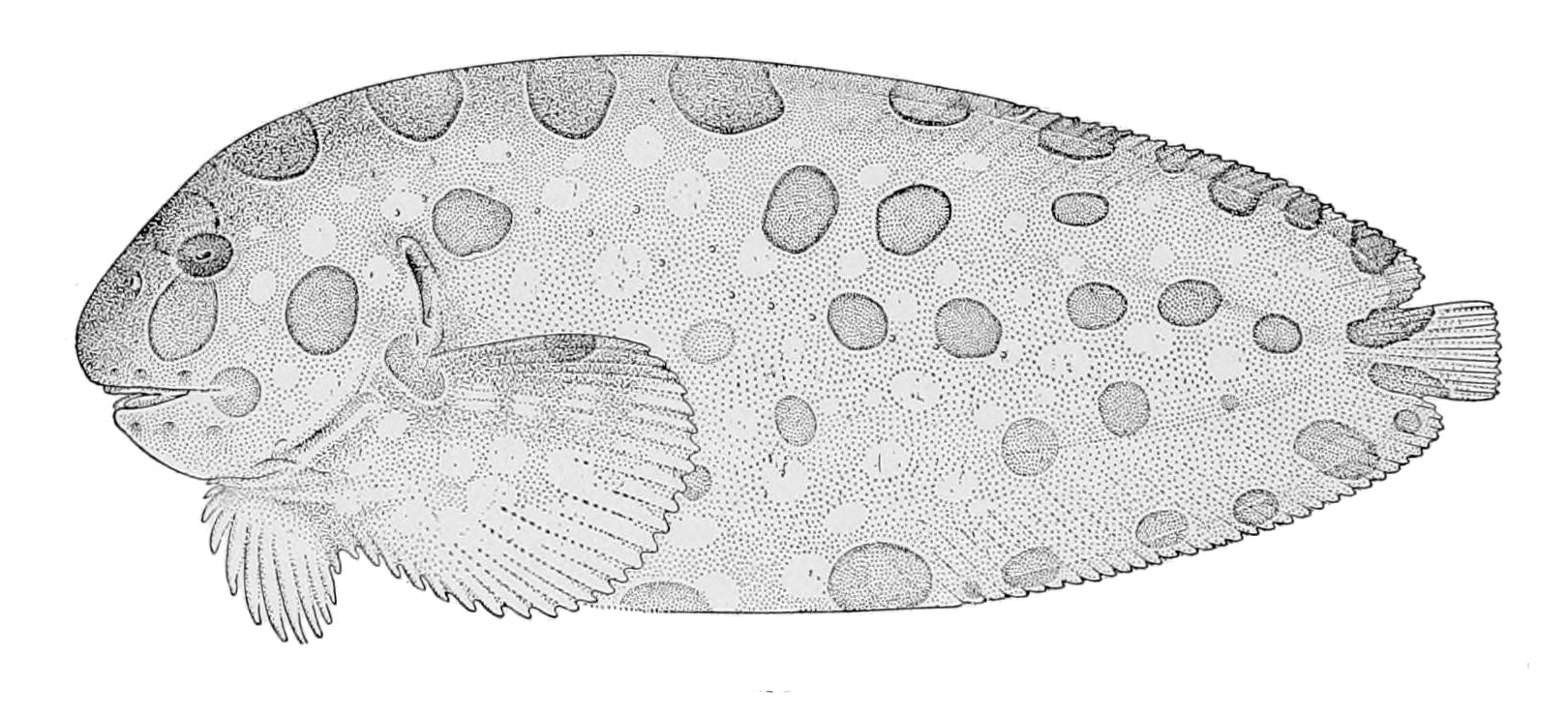
Crystallichthys cyclospilus

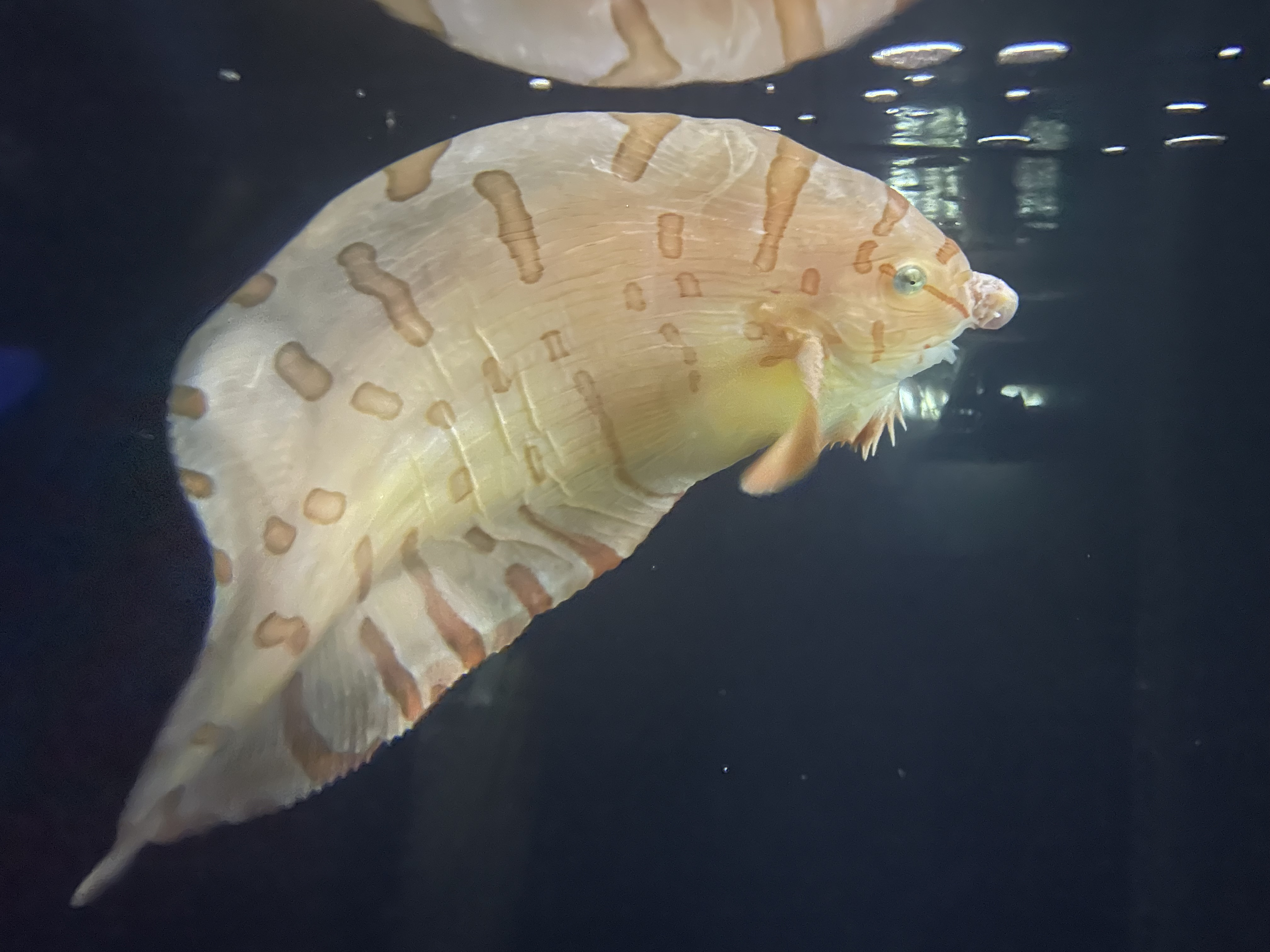
Crystallichthys matsushimae

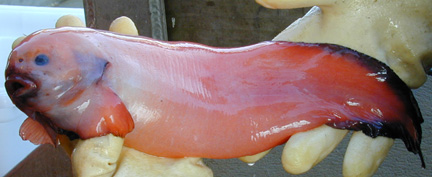
Möglicherweise Elassodiscus tremebundus,
gefangen im östlichen Beringmeer

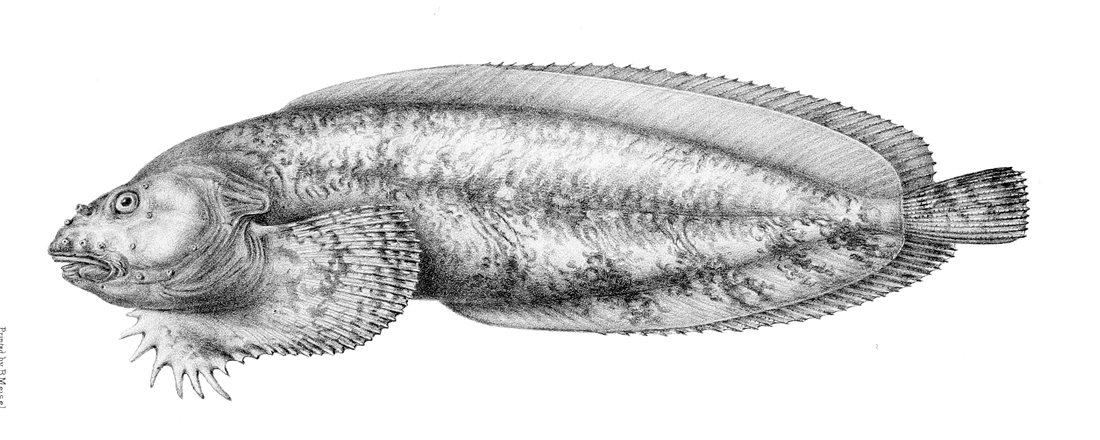
Liparis agassizii

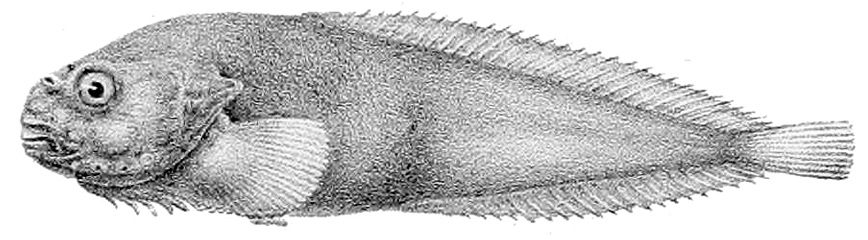
Liparis antarctica

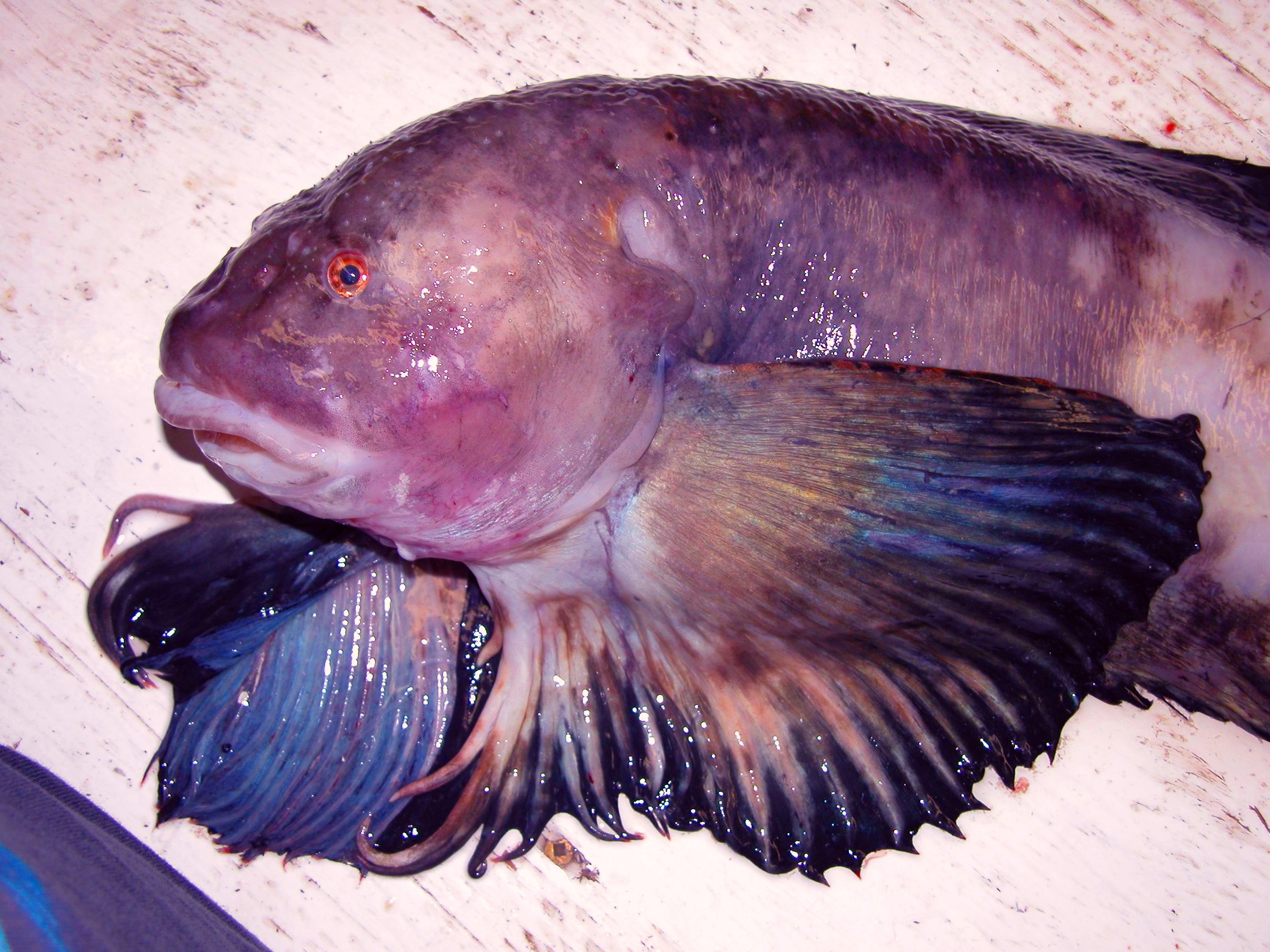
Liparis catharus

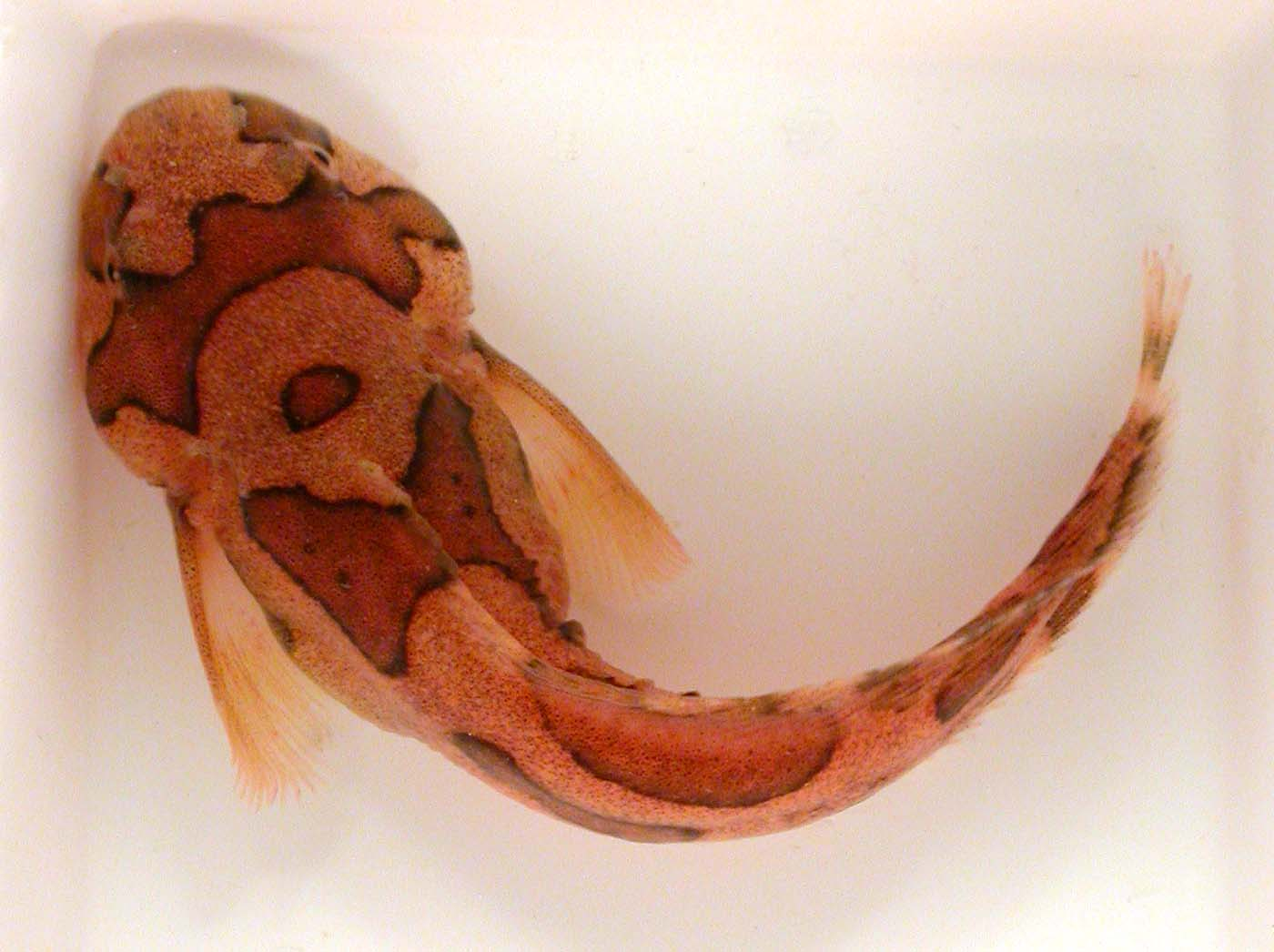
Liparis marmoratus

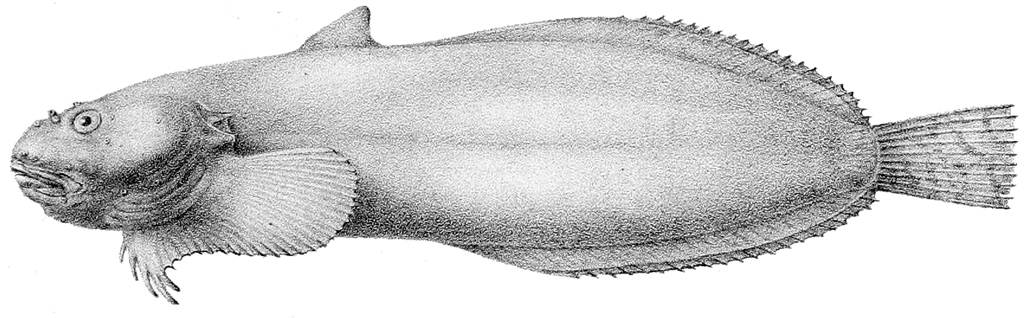
Liparis mucosus

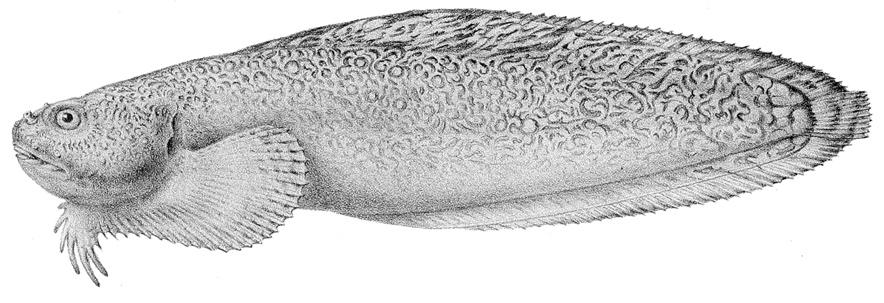
Liparis pulchellus

  - Aetheliparis taurocanis Stein, 2012
- Allocareproctus Pitruk & Fedorov, 1993
  - Allocareproctus jordani
- Careproctus Krøyer, 1862
  - (112 Arten)
- Crystallichthys Jordan & Gilbert in Jordan & Evermann, 1898
  - Crystallichthys cameliae Nalbant, 1965
  - Crystallichthys cyclospilus
  - Crystallichthys matsushimae
  - Crystallichthys mirabilis
- Edentoliparis Andriashev, 1990
  - Edentoliparis terraenovae
- Eknomoliparis Stein, Meléndez C. & Kong U., 1991
  - Eknomoliparis chirichignoae
- Elassodiscus Gilbert & Burke, 1912
  - Elassodiscus caudatus
  - Elassodiscus tremebundus
  - Elassodiscus obscurus
- Eutelichthys Tortonese, 1959
  - Eutelichthys leptochirus
- Genioliparis Andriashev & Neyelov, 1976
  - Genioliparis lindbergi
- Gyrinichthys Gilbert, 1896
  - Gyrinichthys minytremus
- Liparis Scopoli, 1777
  - Liparis adiastolus Stein, Bond & Misitano, 2003
  - Liparis agassizii
  - Liparis alboventer
  - Liparis antarctica
  - Liparis atlanticus
  - Liparis beringianus
  - Liparis bikunin
  - Liparis bristolensis
  - Liparis burkei
  - Liparis callyodon
  - Liparis catharus
  - Liparis chefuensis
  - Liparis coheni
  - Liparis curilensis
  - Liparis cyclopus
  - Liparis dennyi
  - Liparis dubius
  - Liparis dulkeiti
  - Liparis eos
  - Liparis fabricii
  - Liparis fishelsoni
  - Liparis florae
  - Liparis frenatus
  - Liparis fucensis
  - Liparis gibbus
  - Liparis greeni
  - Liparis herschelinus
  - Liparis inquilinus
  - Liparis koefoedi
  - Liparis kusnetzovi
  - Liparis latifrons
  - Großer Scheibenbauch (Liparis liparis)
  - Liparis maculatus
  - Liparis magacephalus
  - Liparis marmoratus
  - Liparis megacephalus
  - Liparis micraspidophorus
  - Liparis miostomus
  - Kleiner Scheibenbauch (Liparis montagui)
  - Liparis mucosus
  - Liparis newmani
  - Liparis niger
  - Liparis ochotensis
  - Liparis owstoni
  - Liparis petschiliensis
  - Liparis pravdini
  - Liparis pulchellus
  - Liparis punctulatus
  - Liparis rutteri
  - Liparis schantarensis
  - Liparis takashimensis
  - Liparis tanakai
  - Liparis tessellatus
  - Liparis tunicatus
  - Liparis zonatus Chernova, Stein & Andriashev, 2004
- Lipariscus Gilbert, 1915
  - Lipariscus nanus
- Lopholiparis
  - Lopholiparis flerxi
- Nectoliparis Gilbert & Burke, 1912Nectoliparis pelagicus
  - Nectoliparis pelagicus
- Notoliparis Andriashev, 1975

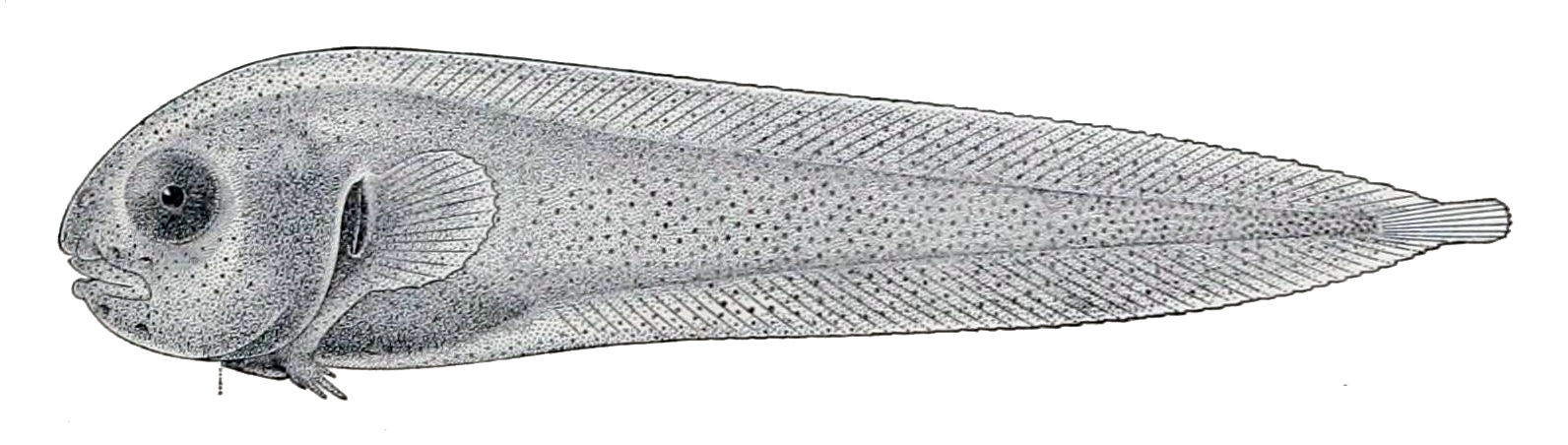
Nectoliparis pelagicus

  - Notoliparis antonbruuni Stein, 2005
  - Notoliparis kermadecensis (Nielsen, 1964)
  - Notoliparis kurchatovi
  - Notoliparis macquariensis
  - Notoliparis stewarti Stein, 2016
- Osteodiscus Stein, 1978
  - Osteodiscus andriashevi
  - Osteodiscus cascadiae
  - Osteodiscus rhepostomias Stein, 2012
- Palmoliparis Balushkin, 1996
  - Palmoliparis beckeri
- Paraliparis Collett, 1879Paraliparis antarcticus
  - (140 Arten)
- Polypera Burke, 1912
  - Polypera simushirae
- Praematoliparis Andriashev, 2003
  - Praematoliparis anarthractae
- Prognatholiparis Orr & Busby, 2001

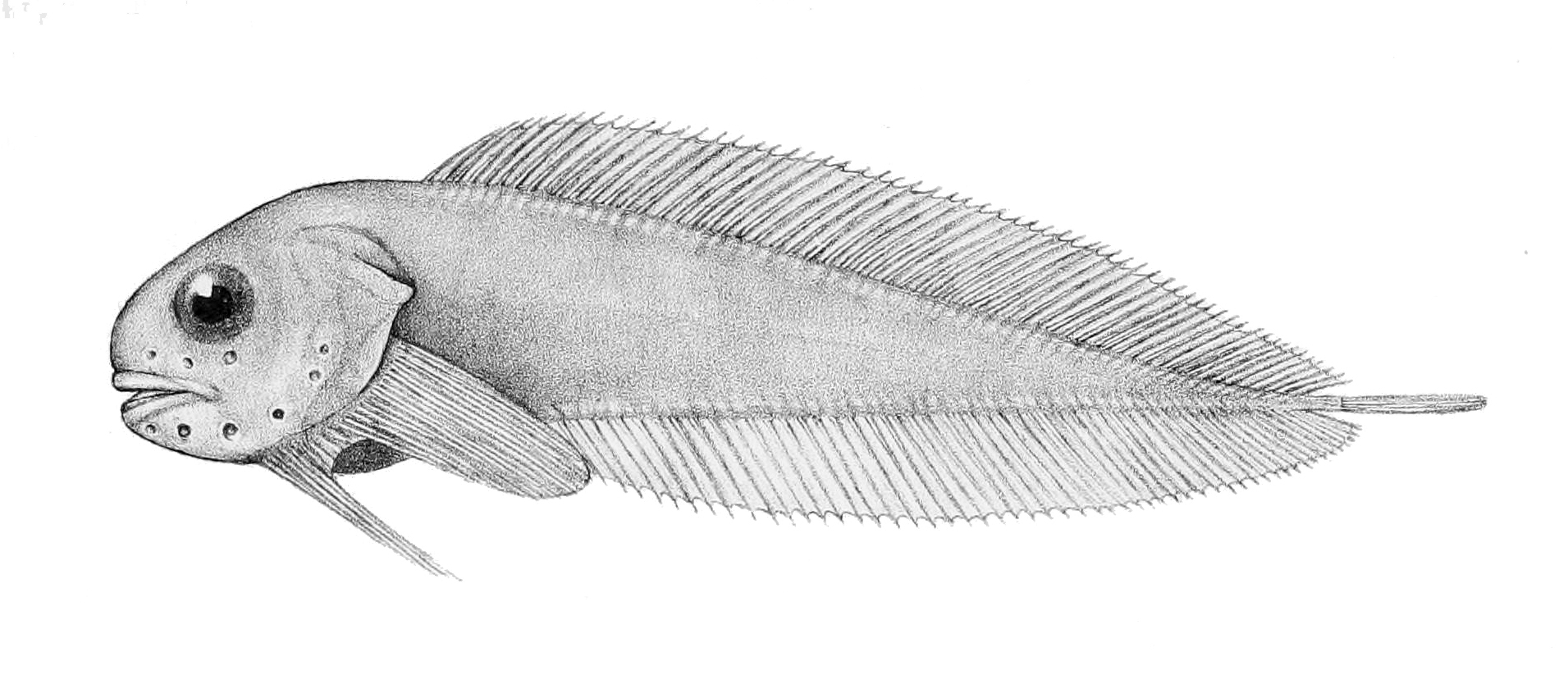
Paraliparis antarcticus

  - Prognatholiparis ptychomandibularis
- Psednos Barnard, 1927
  - Psednos argyrogaster Stein, 2012
  - Psednos chathami Stein, 2012
  - Psednos christinae
  - Psednos cryptocaeca Stein, 2012
  - Psednos longiventris Stein, 2012
  - Psednos microstomus Stein, 2012
  - Psednos nemnezi Stein, 2012
  - Psednos platyoperculosus Stein, 2012
  - Psednos struthersi Stein, 2012
- Pseudoliparis Andriashev, 1955
  - Pseudoliparis amblystomopsis (Andriashev, 1955)
  - Pseudoliparis belyaevi
  - Pseudoliparis swirei Gerringer et al., 2017

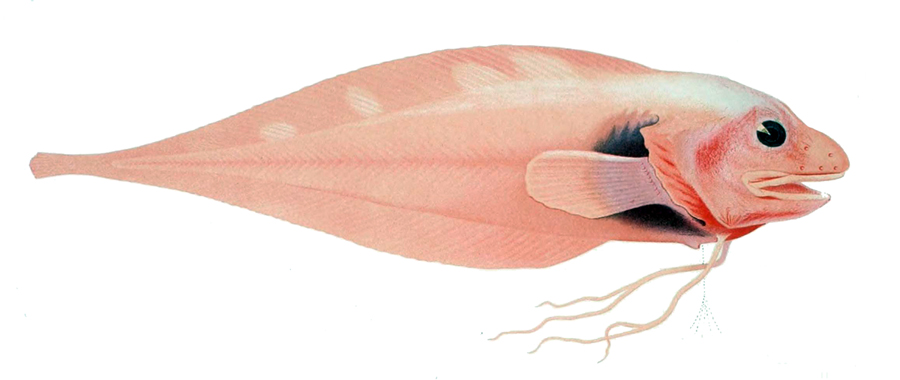
Rhodichthys regina

- Pseudonotoliparis Pitruk, 1991
  - Pseudonotoliparis rassi
- Rhinoliparis Gilbert, 1896Rhodichthys regina
  - Rhinoliparis attenuatus
  - Rhinoliparis barbulifer
- Rhodichthys Collett, 1879
  - Rhodichthys regina
- Squaloliparis Pitruk & Fedorov, 1993
  - Squaloliparis dentatus
- Temnocora Burke, 1930Temnocora candida
  - Temnocora candida
- Volodichthys Balushkin, 2012

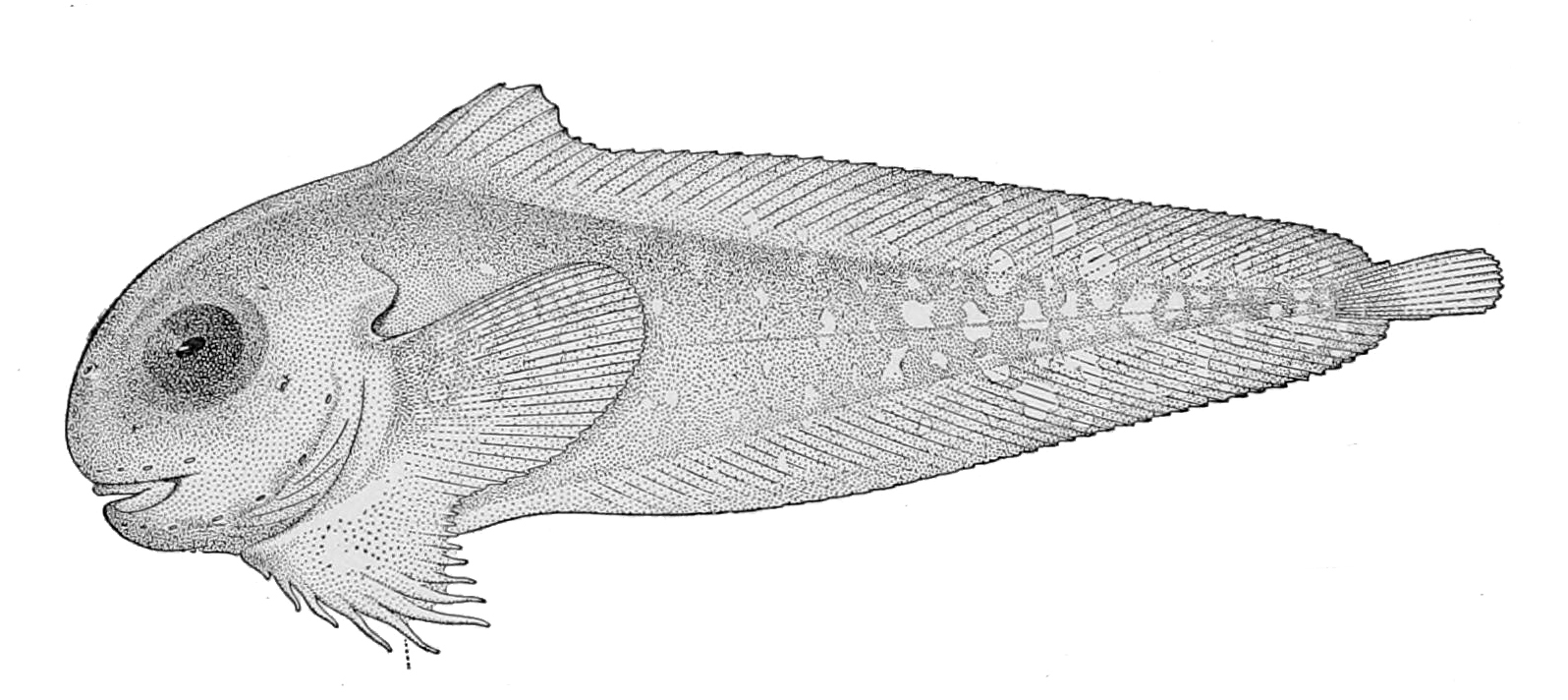
Temnocora candida

  - Volodichthys solovjevae Balushkin, 2012